# David Shaffer (musicus)
David Shaffer (Columbus (Ohio), 10 september 1953) is een Amerikaans componist, muziekpedagoog en saxofonist.

## Levensloop
Shaffer kreeg zijn basisopleiding aan de Grove City High School in Grove City (Ohio). Hij studeerde aan de Ohio State University in Columbus (Ohio), waar hij zijn Bachelor of Music behaalde. Aansluitend studeerde hij aan de Miami University in Oxford (Ohio) en behaalde zijn Master of Music.
Shaffer was muziekleraar aan openbare scholen in Hamilton (Ohio), Northridge (Ohio) en Wyoming (Ohio). Later werd hij docent aan de Miami University in Oxford (Ohio) en was van 1978 tot 1997 assistent van de directeur en dirigent van de Miami University Marching Band. Sinds 1997 is hij directeur van de muziekafdeling van deze universiteit. Het harmonieorkest verzorgde onder zijn leiding een concertreeks aan de Universiteit van Michigan in Ann Arbor, de Universiteit van West Virginia in Morgantown en de University of Cincinnati in Cincinnati. In 2000 en 2005 verzorgde de Miami University Marching Band een gezamenlijk optreden met de Ohio State University Marching Band. In 2003 was zij als “Santa Band” vertreden met Shaffer als dirigent op de 77th annual Macy’s Thanksgiving Day Parade in New York.
Onder leiding van Shaffer verzorgde het Wyoming High School String Orchestra het opening concert tijdens de "Mid-West National Band and Orchestra Director's Clinic" in Chicago in 1984. In 2000 en 2001 was hij gastdirigent op hetzelfde festival van de Robinson School Band uit Fairfax (Virginia) en de South Central Middle School Band uit Cartersville (Georgia), bij uitvoeringen van eigen werken.
Hij tred ook op als dirigent en docent tijden workshops en zomercursussen, bijvoorbeeld in 1986 en 1992 bij en zomercursus van de Universiteit van Saskatchewan Department of Music in Saskatoon. In februari 1997 dirigeerde hij en programma met zijn werken met de China Youth Corps Band in Taipei, Taiwan in de "National Concert Hall".
Als componist schreef hij tot nu (2008) rond 350 werken en arrangementen. Zijn werken staan als verplichte werken op festivals en concoursen in de hele wereld op het programma. Shaffer ontving meerdere malen de Standard Award in Music Composition van de American Society of Composers, Authors and Publishers.

## Composities

### Werken voor orkest
- 2003 Pizzicato Parade, voor strijkorkest
- 2003 The Creepy Crawl, voor strijkorkest (samen met: Jason Barrera)
- 2004 Jericho, spiritual voor strijkorkest
- 2005 High Strung, voor strijkorkest
- 2006 Bavarian Rhapsody, voor strijkorkest
- 2006 The Chase, voor strijkorkest
- 2006 Trois chansons de campagne, voor strijkorkest
  1. Ton moulin
  2. Chevaliers de la table ronde
  3. Vive la compagnie
- 2007 Dance Mysterioso, voor strijkorkest
- Impravada, voor strijkorkest

### Werken voor harmonieorkest
- 1979 Northridge Overture
- 1980 Avantia
- 1980 Northridge
- 1983 Introduction and Festiva
- 1984 Bravada Esprit
- 1984 Excellentia Overture
- 1984 Princeton Variations
- 1985 Twin Oaks Overture
- 1985 Whitewater Festival
- 1986 Festival Celebration Overture
- 1986 Raging Thunder
- 1986 Whitewater Festival
- 1987 A Christmas Special
- 1987 An Almighty Fortress, preludium
- 1987 Arabesque
- 1987 Praise Be Good
- 1987 Spiritus
- 1987 Trumpets Triumphant, voor trompet solo en harmonieorkest
- 1987 Waltzing Matilda
- 1988 Dedicata
- 1988 Fanfare and Festival Celebration
- 1988 Noble Heritage
- 1988 Tic-Toc-Rock
- 1988 Vortex
- 1989 Chapala, Chapala
- 1989 Chinook Wind Rhapsody
- 1989 Fanfare and Celebration
- 1989 Hymn For A Festival
- 1989 Maxium, concertmars
- 1989 Pageant of Light
- 1990 Canadian Sketches
- 1990 Crown Century
- 1990 Little French Suite
  1. Ton Moulin
  2. Vive La Compagnie
  3. Chevaliers de la Table Rondo
- 1990 Miami Valley Anthology
  1. The Streets of Laredo
  2. She'll Be Comin' Around the Mountain
  3. Aura Lee
  4. The Battle Hymn of the Republic
- 1990 Silver Sable
- 1990 This Rockin' Band
- 1990 Thumbs Up!
- 1990 Weatheridge
- 1991 Cheers!
- 1991 King Cobra March
- 1991 Riverbend Rhapsody
- 1991 Suncoast Carnival
- 1991 Symbol of Freedom
- 1991 The Patriots
- 1991 Windsongs
- 1992 Festive Yuletide Cameos
- 1992 Mirror Lake Legend
- 1992 The Seventh Day (gebaseerd op het lied "My Shepherd Shall Supply My Need")
- 1992 Those Magnificent Marches

- 1992 Triple Treat, voor trompet solo en harmonieorkest
- 1993 Banda Excellente
- 1993 Cedar Crest
- 1993 Cimarron Trail
- 1993 Regatta For Winds, ouverture
- 1993 The Rockmeister
- 1993 Rocky Mountain Holiday
- 1993 Sousa! Sousa! Sousa!
- 1994 Arrivo Banda!
- 1994 Burst of Brass, mars
- 1994 Flight Of The Pegasus
- 1994 Lookin' good!
- 1994 Mount Hood Portrait
- 1994 Rogue River Rhapsody
- 1995 By dawn's early light
- 1995 El Primo Banda
- 1995 Laramie
- 1995 Majesty of the Mountains
- 1995 Old Glory
- 1995 Sousa Spectacular
- 1995 Thunder Bay Legend
- 1995 Windward Passage
- 1996 El Cabara
- 1996 Hungarian Goulash
- 1996 Joyous Spirit
- 1996 Legend of the Eagles
- 1996 Pennington Gap
- 1996 The Quest
- 1997 Blazing Fury March
- 1997 Evening Prayer
- 1997 Into the Light
- 1997 Tale of the Comet
- 1997 When Angels Weep
- 1998 Fantasy on "O Tannenbaum"
- 1998 Flying Tigers
- 1998 Lincoln Celebration Overture
- 1998 The Invincible Warrior
- 1998 The Last To Defend
- 1999 2001: A March Odyssey
- 1999 Journey Into Diablo Canyon
- 1999 Sandpaper Symphony
- 1999 The Eagle's Triumph
- 2001 A March Odyssey
- 2001 Aztec Celebration
- 2001 Dominion of the Sky
- 2001 Fire Dance
- 2001 It Came Upon the Midnight Clear
- 2001 New World Variations
- 2001 On a Spring Morning
- 2001 The Pinnacle
- 2001 Tribal Drums
- 2001 Tribute and Triumph
- 2002 Ceremony, Chant and Ritual
- 2002 Chant and Tribal Dance
- 2002 Legend Of The Sword
- 2002 Parade of the Bumbling Wooden Soldiers

- 2002 Upon These Wings
- 2003 Cool Cat Shuffle
- 2003 For The Fallen (Opgedragen aan de overledenen van de aanslagen op 11 september 2001)
- 2003 Ho Ho Hoedown
- 2003 Home of the Brave
- 2003 Renegade Dances
- 2003 Tempest Rising
- 2004 A Crazy Mixed-Up Christmas Concert
- 2004 Celestial Legend
- 2004 Inferno
- 2004 Now The Winter's Come To Stay
- 2004 Song Of The Telegraph
- 2004 Spring Fever
- 2004 Stargazer
- 2004 Storm Surge
- 2004 The Happy Hungarian (gebaseerd op de Hongaarse Rapsodie Nr. 2 van Johannes Brahms)
- 2004 The Last Ride of the Pony Express
- 2005 Fanfare and Furiosity
- 2005 Drivin' That Drummin' Machine
- 2005 Jazzoo
- 2005 Kitchen Can Can - (A Cooked-Up Concoction of Classics)
- 2005 Rise of the Vulcan
- 2005 Santa's Big Adventure
- 2005 Spania
- 2005 Whispers Of The Wind
- 2006 Bugs, suite
  1. Fireflys
  2. Daddy Long Legs
  3. Butterflies
  4. March of the Ants
- 2006 Cantus Jubilante
- 2006 Dance of the Slippery Slide Trombones
- 2006 Go Tell It on the Mountain
- 2006 Jingle Jazz
- 2006 La Brava
- 2006 Madcap Mallet Mania
- 2006 Reaching the Summit
- 2006 Sphere of Fire
- 2007 Conquista
- 2007 Flutopia - (Fantasia for Flutes)
- 2007 March Kings
- 2007 March Mania
- 2007 Purple Heart
- 2007 Rhythm X
- 2007 Sea of Tranquility
- 2007 Sun Dancing
- 2007 The Nuts and Crackers Sweet
- 2007 Thunderhead
- A Round the Band
- Academic Pageant
- Eternal Voices
- Fire and Fury
- Marches of America
- Prism

### Pedagogische werken
- Lessons in Performance - For Beginning and Developing Strings (samen met: Jason Barrera) - tekst: Brenda Mitchell